# Ernest Bevin
Ernest Bevin (n. 9 martie 1881, Winsford⁠(d), Somerset West and Taunton⁠(d), Anglia, Regatul Unit al Marii Britanii și Irlandei – d. 14 aprilie 1951, Greater London, Anglia, Regatul Unit) a fost un om de stat britanic, lider de sindicat și politician laburist. A cofondat și a servit ca secretar general al puternicului sindicat al muncitorilor și transporturilor în anii 1922-1940 și a fost ministru al muncii în guvernul de coaliție din timpul războiului. El a reușit să maximizeze oferta britanică de muncă, atât pentru serviciile armate, cât și pentru producția industrială internă, cu un minim de greve și perturbări. Cel mai important rol al său a venit în calitate de secretar de externe în guvernul muncii postbelic, 1945–1951.El a obținut sprijin financiar american, s-a opus puternic comunismului și a ajutat la crearea NATO. Mandatul lui Bevin a văzut, de asemenea, sfârșitul Mandatului Palestinei și crearea statului Israel.